# Hippocampus abdominalis
Великотрби морски коњић (Hippocampus abdominalis) је зракоперка из реда Syngnathiformes и породице морских коњића и морских шила (Syngnathidae). 

## Распрострањење
Ареал врсте је ограничен на мањи број држава. Врста има станиште у обалном подручју Аустралије и Новог Зеланда.

## Станиште
Станиште врсте су морски екосистеми. Врста је присутна на подручју Индијског океана.

## Угроженост
Подаци о распрострањености ове врсте су недовољни.